# کرگدن سیاه جنوب مرکزی
کرگدن سیاه جنوب مرکزی (نام علمی: Diceros bicornis minor) نام یک زیرگونه از گونه کرگدن سیاه است.